# 23-й пехотный полк (Австро-Венгрия)
23-й Венгерский пехотный полк (нем. Ungarisches Infanterie-Regiment Nr. 23) — венгерский пехотный полк Единой армии Австро-Венгрии.

## История
Образован в 1814 году. До 1915 года носил название 23-й венгерский пехотный полк «Маркграф фон Баден» (нем. Ungarisches Infanterie Regiment «Markgraf von Baden» Nr. 23). Участвовал в Наполеоновских войнах, Австро-итало-прусской войне и в подавлении Венгерского восстания. В разное время покровителями полка были:
- 1850—1883: Пауль Фридрих фон Айрольди
- 1883—1888: барон фон Дёпфнер
- 1888—1918: маркграф фон Баден

Полк состоял из 4-х батальонов: 1-й, 2-й и 3-й базировались в Сараево, 4-й — в Сомборе. Национальный состав полка по состоянию на 1914 год: 34% — немцы, 52% — венгры, 14% — прочие национальности.
Полк сражался на Восточном фронте Первой мировой войны в 1914—1915 годах. Солдаты полка, павшие в боях, похоронены на 255-м, 310-м военных кладбищах, а также кладбищах в Котовице и Заверьце. В ходе так называемых реформ Конрада с июня 1918 года число батальонов было сокращено до трёх: 1-го, 2-го и 1-го батальона 6-го пехотного полка, а 3-й батальон был расформирован.

## Командиры
- 1859—1865: полковник Рудольф Коттулински[9]
- 1865—1873: полковник Густав фон Гамерра[10]
- 1873—1879: полковник граф Иеронимус Цедвиц
- 1879: полковник Эмерих Фиала[11]
- 1903—1906: полковник Вильгельм Бушек
- 1907—1910: полковник Антон Бабич фон Ловинац[12]
- 1910—1914: полковник Вильгельм фон Пфланцер[2]

## Известные военнослужащие
- Гуго Мартини фон Маластув (1860—1940), лейтенант полка; позднее генерал-полковник армии Австро-Венгрии
- Людвиг фон Фаутц[англ.] (1811—1880), командир батальона в полку; позднее вице-адмирал ВМС Австро-Венгрии
- Альфонс Цибулька (1842—1894), словацкий композитор